# BRDF
BRDF (ang. Bidirectional Reflectance Distribution Function, dwukierunkowa funkcja rozkładu odbicia) – stosunek luminancji energetycznej mierzonej w kierunku obserwatora do natężenia napromienienia badanego z kierunku padania promieniowania.
Wartość funkcji BRDF w pełni charakteryzuje własności refleksyjne powierzchni odbijającej.
Funkcja BRDF jest zależna od kierunku padania promieniowania (określają go dwa kąty przestrzenne), kierunku odbicia promieniowania (kolejne dwa kąty) oraz długości fali padającego promieniowania. Czasami funkcję BRDF definiuje się dla całego zakresu falowego promieniowania.
Każda funkcja BRDF powinna spełniać dwie fundamentalne zasady:
- zasadę zamienności (zamiana kierunku biegu promieniowania nie zmienia wartości BRDF)
- zasadę zachowania energii (ilość odbitego promieniowania nie może być większa niż ilość promieniowania padającego).

Funkcje BRDF używane są w wielu różnych zastosowaniach, m.in.:
- w satelitarnych technikach teledetekcji (jasność zdjęcia zależy od własności podłoża, pozycji słońca na niebie i od pozycji satelity),
- w technikach modelowania właściwości optycznych powierzchni w fotorealistycznej grafice komputerowej,
- w symulacji oświetlenia i iluminacji obiektów,
- w radiacyjnej wymianie ciepła,
- przy modelowaniu układów fotowoltaicznych[2][3][4].

Klasyczne modele matematyczne oświetlenia Phonga czy odbicie rozproszone Lamberta mogą być również przedstawione w postaci prostych funkcji BRDF. Istnieją również bardziej skomplikowane modele będące rozszerzeniem wyżej wymienionych (np. uwzględniające własności anizotropowe powierzchni, odbicie kierunkowe i zwierciadlane, zjawiska falowe i inne).
Funkcje BRDF określa się również empirycznie, dokonując serii pomiarów własności obiciowych próbki materiału przy różnych kątach padania promieniowania.